# 栋瓦利耶
栋瓦利耶（法語：Domvallier，法語發音：[dɔ̃valje] ⓘ）是法国大東部大區孚日省的一个市镇，属于讷沙托区。

## 地理
栋瓦利耶（48°18'32"N, 6°5'0"E）面积3.24 平方千米，位于法国大東部大區孚日省，该省份为法国东北部内陆省份，北起默兹省和默尔特-摩泽尔省，西接上马恩省，南至上索恩省和贝尔福地区省，东临上莱茵省和下莱茵省。
与栋瓦利耶接壤的市镇（或旧市镇、城区）包括：瑞万库尔、米尔库、皮济约、拉姆库尔、蒂罗库尔、博德里库尔。

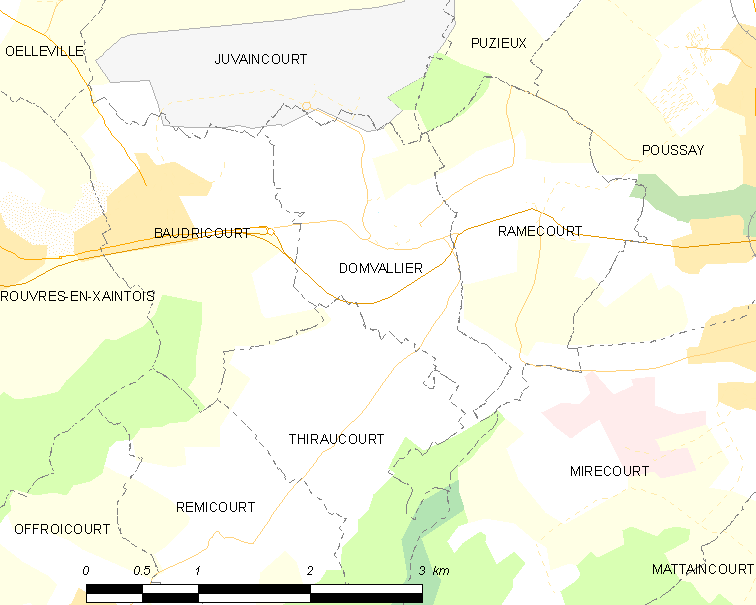
栋瓦利耶的OSM定位图

栋瓦利耶的时区为UTC+01:00、UTC+02:00（夏令时）。

## 行政
栋瓦利耶的邮政编码为88500，INSEE市镇编码为88155。

## 政治
栋瓦利耶所属的省级选区为米尔库尔县。

## 人口

1962-2008年间栋瓦利耶人口变化图示

栋瓦利耶于2022年1月1日时的人口数量为95人。